# Рилліто (Аризона)
Рилліто (англ. Rillito) — переписна місцевість (CDP) в США, в окрузі Піма штату Аризона. Населення — 94 особи (2020).

## Географія
Рилліто розташоване за координатами 32°24′56″ пн. ш. 111°9′17″ зх. д. / 32.41556° пн. ш. 111.15472° зх. д. (32.415592, -111.154631). За даними Бюро перепису населення США в 2010 році переписна місцевість мала площу 0,18 км², уся площа — суходіл. В 2017 році площа становила 0,21 км², уся площа — суходіл.

## Демографія
Згідно з переписом 2010 року, у переписній місцевості мешкало 97 осіб у 37 домогосподарствах у складі 24 родин. Густота населення становила 530 осіб/км². Було 50 помешкань (273/км²).
Расовий склад населення:
| - 38,1 % — чорних або афроамериканців - 27,8 % — білих - 2,1 % — корінних американців - 26,8 % — осіб інших рас |

До двох чи більше рас належало 5,2 %. Частка іспаномовних становила 44,3 % від усіх жителів.
За віковим діапазоном населення розподілялося таким чином: 24,7 % — особи молодші 18 років, 54,7 % — особи у віці 18—64 років, 20,6 % — особи у віці 65 років та старші. Медіана віку мешканця становила 42,5 року. На 100 осіб жіночої статі у переписній місцевості припадало 76,4 чоловіків; на 100 жінок у віці від 18 років та старших — 69,8 чоловіків також старших 18 років.
За межею бідності перебувало 88,4 % осіб, у тому числі 100,0 % дітей у віці до 18 років та 100,0 % осіб у віці 65 років та старших.
Цивільне працевлаштоване населення становило 22 особи. Основні галузі зайнятості: освіта, охорона здоров'я та соціальна допомога — 100,0 %.